# Hallwang
Hallwang é um município da Áustria, situado no distrito de Salzburg-Umgebung, no estado de Salzburgo. Tem 13,14 km² de área e sua população em 2019 foi estimada em 4.240 habitantes.